# Sacha Baron Cohen

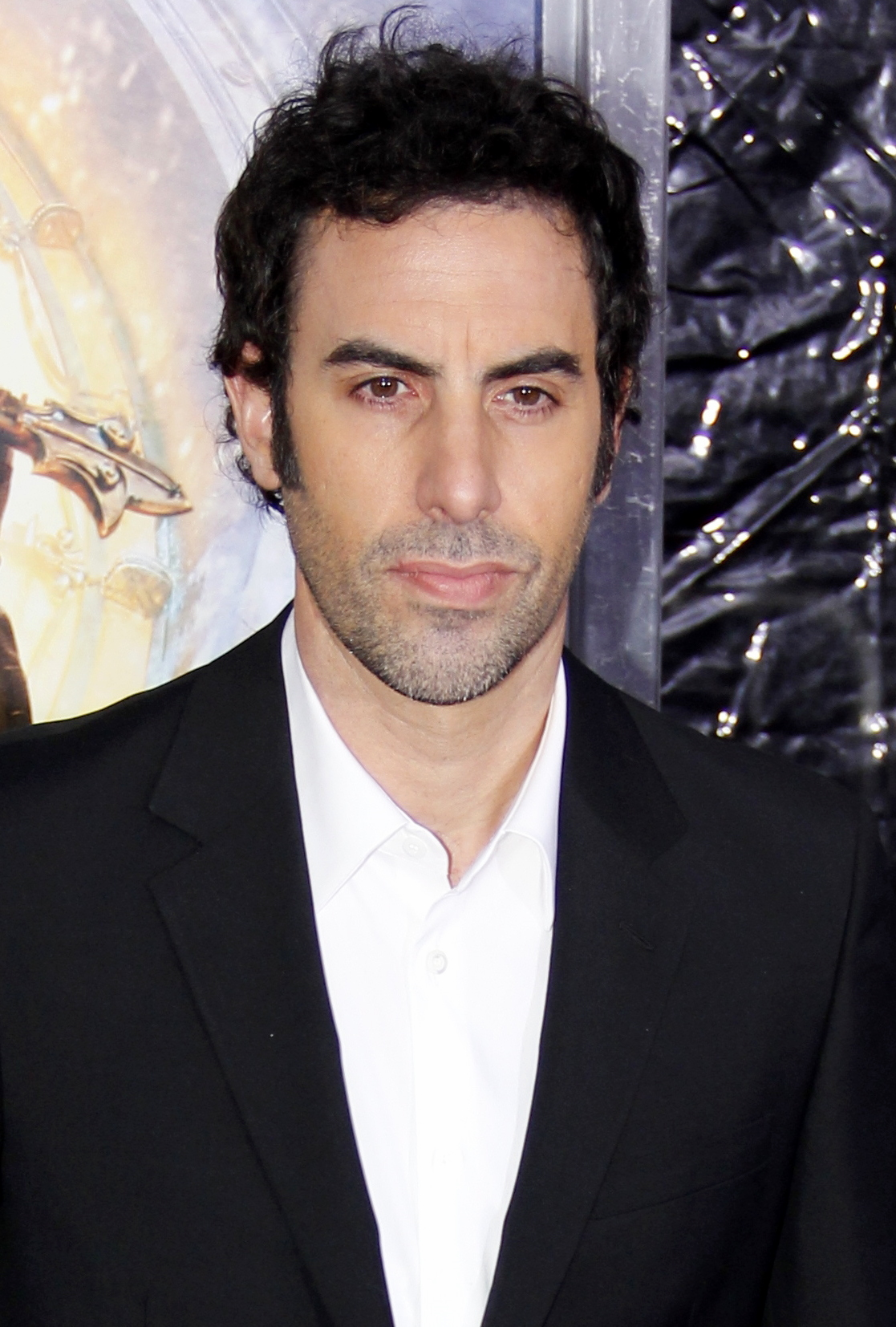
Sacha Baron Cohen (2011)

Sacha Noam Baron Cohen (* 13. Oktober 1971 in London) ist ein britischer Komiker und Schauspieler, der besonders für die durch ihn verkörperten Figuren Ali G, Borat, Brüno und Admiral General Aladeen bekannt ist.

## Leben

### Kindheit und Jugend
Sacha Baron Cohen wuchs als zweiter dreier Söhne mit seinen Brüdern Amnon und Erran in einer jüdischen mittelständischen Familie im Londoner Stadtteil Hammersmith auf. Sein Vater Gerald Baron Cohen, der aus Wales stammt, führte einen Kleiderladen am Piccadilly Circus. Seine Mutter Daniella Weiser ist gebürtige Israelin. Der Namensteil Baron  ist nicht als Adelstitel zu verstehen; er ist Teil des zusammengesetzten Nachnamens und eine englische Ableitung des hebräischen Wortes Baruch, zu Deutsch „gesegnet“. Seine Schulzeit verbrachte Baron Cohen auf der exklusiven Haberdashers’ Aske’s Boys’ School. Bereits dort zeigte er sein Talent und seine Sprachgewandtheit, als er mit acht Jahren einen Aufsatzwettbewerb in der Tageszeitung The Times gewann, in dem er die korrekte Verwendung der englischen Sprache anmahnte. In seiner Jugend war er aktives Mitglied der Jugendorganisation Habonim Dror. Dort sammelte er in einer Theatergruppe erste Schauspielerfahrungen in einer Inszenierung von Neil Simons Stück Biloxi Blues. Eines seiner Hobbys war Breakdance, das ihm die Hip-Hop-Szene näherbrachte, die er später persiflieren sollte.

### Zeit in Cambridge
Nach dem Besuch des Christ’s College in Cambridge lebte er ein Jahr lang in Israel und arbeitete im Kibbuz Rosh haNikra. Danach kehrte er nach Großbritannien zurück und studierte Geschichte an der Universität Cambridge, an der sein Cousin Simon Baron-Cohen heute Direktor des Autismus-Forschungszentrums ist. In Cambridge spielte er bei der Theatergruppe Footlights in Stücken wie Cyrano de Bergerac und Fiddler on the Roof. Dort spielte auch sein Jugendfreund Dan Mazer, der ihn später dauerhaft als Autor und Produzent unterstützte. 1992 fuhr Baron Cohen im Rahmen einer Studienfahrt nach Amerika, wo er den Bürgerrechtler Robert Parris Moses traf. In seiner positiv aufgenommenen Abschlussarbeit „The Black-Jewish Alliance: A Case of Mistaken Identity“ untersuchte er die Kultur von Afroamerikanern und Juden sowie deren Rolle in der Bürgerrechtsbewegung der 1960er Jahre und beschäftigte sich insbesondere mit der wechselseitigen Beziehung von jüdischen und schwarzen Bürgerrechtlern. Besondere Berücksichtigung fanden dabei die Mississippi-Bürgerrechtsaktivisten-Morde an Michael Schwerner, James Earl Chaney und Andrew Goodman. Er beendete sein Studium mit der Note 2:1. 1994 betätigte er sich als Model.

## Privates
Der praktizierende Jude Cohen wohnt in Los Angeles und war von 2010 bis 2024 mit der australischen Schauspielerin Isla Fisher verheiratet. Mit ihr drehte er 2003 den 8-minütigen Kurzfilm „Spyz“ als James-Bond-Parodie, die zu Werbezwecken als Pilot zur Ali G Show in den USA genutzt wurde. Sie haben zusammen zwei Töchter und einen Sohn. Am 5. April 2024 gaben Cohen und Fisher ihre Scheidung bekannt.

## Karriere

### Anfänge als Komiker
Schon während seines Studiums übernahm Baron Cohen diverse Filmrollen. Nach seinem Abschluss strebte er eine Laufbahn als Komiker an; er trat mit seinem Bruder regelmäßig in einem Comedy-Club im Londoner Stadtteil West Hampstead auf. Erste Auftritte vor der Kamera hatte er bei dem relativ unbekannten Paramount Comedy Cable Channel mit der Figur Brüno, einem fiktiven schwulen, österreichischen Modejournalisten. 1995 war er als Gast in der „Jack Dee and Jeremy Hardy Show“ auf Channel 4. 1995/1996 moderierte er die Kabelsendung Pump TV und F2F. Harry Thompson und Andrew Newman, die Produzenten der „Eleven O’ Clock Show“ auf Channel 4, wurden auf ihn aufmerksam. Harry Thompson erkannte Baron Cohens Fähigkeit, mit seiner Form der Komik die wahren Motive der Menschen zu entlarven.

### Durchbruch als Komiker

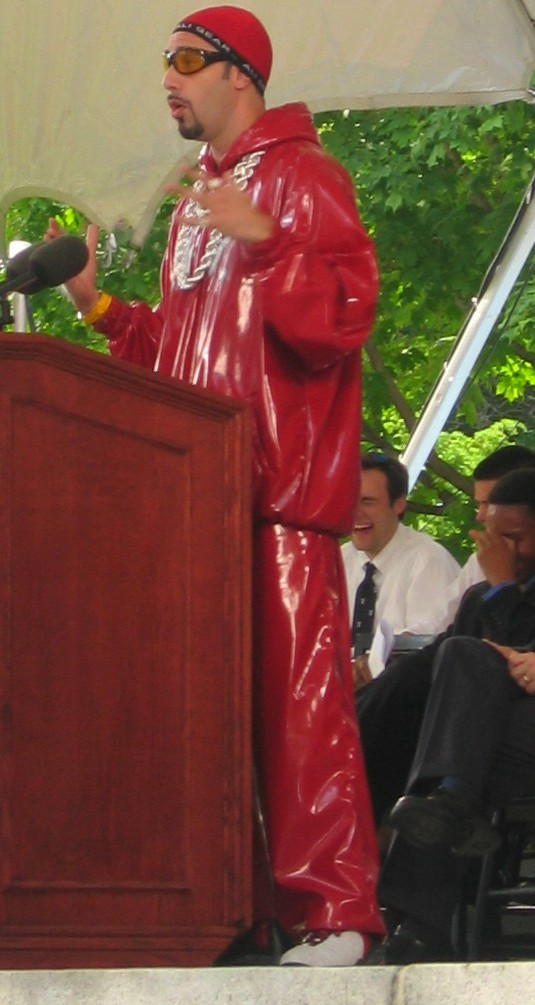
Sacha Baron Cohen als Ali G (Rede an der Harvard University, 9. Juni 2004)

Seinen Durchbruch hatte Baron Cohen 1998, als er in der „11 O’Clock Show“ zum ersten Mal als Ali G auftrat. Seit 2000 tritt er in Großbritannien unter diesem Pseudonym in der gleichnamigen Show auf. Das Konzept der Auftritte besteht darin, dass Baron Cohen Politiker, Prominente oder Leute in der Rolle des Ali G interviewt, wobei er vor allem mit der Doppelbödigkeit der englischen Sprache spielt. Die teilweise gegensätzlichen Bedeutungen ein und derselben Phrase in unterschiedlichen sozialen Schichten sind dabei das wesentliche Stilmittel der Figur. Unter anderem interviewte er den Astronauten Buzz Aldrin, den Autor Gore Vidal, den Immobilienmogul und späteren US-amerikanischen Präsidenten Donald Trump, den ägyptischen Millionär Mohamed Al-Fayed, den ehemaligen Sprecher des US-Repräsentantenhauses Newt Gingrich, den politischen Kommentator Pat Buchanan oder den Linguisten Noam Chomsky. Ebenfalls 2000 chauffierte er Madonna im Musikvideo zu ihrer Single Music. Die Rolle des Ali G brachte Baron Cohen den British Comedy Award für den besten Newcomer ein. 2001 wurde die Show mit dem British Academy Television Award für die beste Comedy-Serie ausgezeichnet. In jenem Jahr moderierte er als Ali G die MTV Europe Music Awards in Frankfurt. 2002 drehte er seinen ersten Kinofilm Ali G in da House, der in Deutschland knapp eine halbe Million Kinobesucher anzog. Auf dem zugehörigen Soundtrack veröffentlichte er mehrere Musiktitel. Besonders zu nennen ist der Song Me Julie, den er mit Shaggy produziert hat. Für diesen wurde er im UK mit einer Silbernen Schallplatte ausgezeichnet. Ab Februar 2003 wurde Da Ali G Show auf dem Sender HBO in den USA ausgestrahlt und auch dort positiv aufgenommen.

### Weitere Rollen
Für den Film Madagascar spielte Baron Cohen 2005 den Song I Like to Move It (ursprünglich von Reel 2 Real) ein und war zugleich als Synchronsprecher in der Rolle des Lemuren-Königs Julien tätig. 2005 moderierte Baron Cohen zum zweiten Mal, diesmal als Borat Sagdiyev, die MTV Europe Music Awards in Lissabon. 2006 kam der Film Borat – Kulturelle Lernung von Amerika, um Benefiz für glorreiche Nation von Kasachstan zu machen in die Kinos, der aus der Figur in der Da Ali G Show entstanden ist. Der Film, bei dem Baron Cohen die Hauptrolle spielte und auch am Drehbuch mitgearbeitet hat, löste breite Zustimmung, aber auch Kontroversen aus. Im Sommer 2009 kam der Film Brüno, gleichfalls aus einer Figur aus der Da Ali G Show entsprungen, in die Kinos. Zudem war Baron Cohen auch in den Produktionen Ricky Bobby – König der Rennfahrer und Hugo Cabret sowie in dem Musical-Film Sweeney Todd von Tim Burton zu sehen.
Von Februar bis Juni 2012 fanden die Dreharbeiten zur Neuverfilmung des Musicals Les Misérables unter der Regie von Tom Hooper statt, in dem Baron Cohen Thénardier verkörpert. 2014 stand er für den von Tim Burton produzierten Fantasyfilm Alice im Wunderland: Hinter den Spiegeln vor der Kamera, der im Mai 2016 veröffentlicht wurde. Baron Cohen war ursprünglich auch für die Rolle des Freddie Mercury im Biopic Bohemian Rhapsody vorgesehen. Nach seinen Angaben wurde die Zusammenarbeit wegen Differenzen mit Roger Taylor und Brian May bei Stil und Ausrichtung des Films beendet, die Bandmitglieder wiederum gaben Baron Cohens öffentliche Verbindung zu seinen komödiantischen Rollen als Grund an.
In der am 6. September 2019 veröffentlichten Netflix-Serie The Spy verkörpert Sacha Baron Cohen den israelischen Spion Eli Cohen. Die Handlung ist im Damaskus der frühen 1960er Jahre angesiedelt.
Im Jahr 2021 erhielt er zwei Oscar-Nominierungen. Baron Cohen wurde sowohl für seine Nebenrolle als Abbie Hoffman in dem Gerichtsdrama The Trial of the Chicago 7 (2020) berücksichtigt, als auch für das Drehbuch von Borat Anschluss Moviefilm. Letzterer brachte ihm auch einen Golden Globe ein, als Bestem Hauptdarsteller in der Kategorie Komödie/Musical.

## Stil des Humors

### Vorgehensweise
Baron Cohens Humor besteht aus der Entwicklung eines Alter Ego, das dann, oft ohne dass Fremde vom fiktiven Charakter der Figur wissen, durch provokative Fragen und Handlungen den Habitus, die sozialen Normen und Werte der Interviewpartner offenlegt. Typisch ist ein Verhalten einer Figur, das in einer bestimmten Situation gerade nicht angebracht ist oder nicht politisch korrekt ist. So fragt Baron Cohen (als Borat) eine Feministin, ob es nicht vielleicht ein Problem sei, dass Frauen ein kleineres Gehirn hätten. Durch sexistische (Ali G, Borat) oder antisemitische (Borat, Aladeen) Figuren entlarvt Baron Cohen also auch solche Vorurteile bei seinen Interviewpartnern. Dies ist von Baron Cohen auch genau so beabsichtigt. Durch ungeniert-plumpe Äußerung von Vorurteilen bringt Borat seine Interviewpartner dazu, Dinge zu sagen und Meinungen zu äußern, die sie unter normalen Umständen aus Gründen der politischen Korrektheit niemals ausgesprochen hätten. Ein Fuchsjäger gesteht ihm, dass es „ein großes Vergnügen bereite, ein Tier zu töten“ (it's much fun to kill an animal) und dass „man sich dadurch groß fühle“ (it makes you feel big) und ein älterer männlicher akademischer Interviewpartner an der Universität Cambridge äußert im Gespräch schließlich die Ansicht, dass Frauen zwar genauso viel Intelligenz wie Männer hätten, aber keine Kreativität und dass sie nicht richtig denken könnten (… women haven’t got creative minds, they cannot think properly). Über die Figur Borat sagt Baron Cohen:

“By himself being anti-Semitic, he lets people lower their guard and expose their own prejudice, whether it’s anti-Semitism or an acceptance of anti-Semitism.”

„Dadurch, dass er selbst antisemitisch auftritt, nimmt er Menschen ihre Hemmungen, ihre eigenen Vorurteile öffentlich zu machen, unabhängig davon, ob es sich dabei um eigenen Antisemitismus oder die Akzeptanz von fremdem Antisemitismus handelt.“

Seine kritische Auseinandersetzung mit dem Antisemitismus wurde bereits während seines Studiums in Cambridge geformt. Besonders eine Aussage des Historikers Ian Kershaw habe ihn beeinflusst, nämlich: „The path to Auschwitz was paved with indifference“ (deutsch: „der Weg nach Auschwitz war mit Gleichgültigkeit gepflastert“). Eine solche Art Gleichgültigkeit sei es, so Baron Cohen, die Borat entlarve.

### Vergleich mit anderen Komikern
Die Verwendung von einem Alter Ego in der Komik ist nicht neu; Andy Kaufman spielte beispielsweise häufig den miserablen Nachtclubsänger Tony Clifton, Hape Kerkeling tritt als Horst Schlämmer oder als Schwabe Siggi Schwäbli auf. Auch der deutsche Schauspieler und Komiker Christian Ulmen hat mehrere Figuren entwickelt, die eine ähnlich entlarvende Wirkung haben wie die von Cohen. Rod Hull, mit dem er auch verglichen wird, konnte seine aggressive Interviewtechnik über sein Alter Ego, die Handpuppe eines Emus, umsetzen. Das wohl bekannteste deutsche Alter-Ego-Duo ist Erkan & Stefan (alias: John Friedmann und Florian Simbeck). Durch die Verwendung eines Alter Ego kann Baron Cohen sich auch recht gut vor öffentlicher Kritik schützen:

“First, and most obviously, it is the character of Ali G – and not the actor playing him – that makes the outrageous remarks and therefore insulates Baron Cohen from public hostility. In this way, the actor can raise his hands and (appear) to dissociate himself from Ali G’s more objectionable opinions, lifestyle and behaviour.”

„Es ist ganz offensichtlich die Figur ‚Ali G‘, die die empörenden Dinge äußert und nicht der Schauspieler, der ihn spielt, was Baron Cohen vor Feindseligkeiten der Öffentlichkeit abschirmt. So kann der Schauspieler seine Hände in Unschuld waschen und sich von Ali Gs verwerflichen Meinungen, seinem Lebensstil und seinem Verhalten distanzieren.“

Wegen seiner Wandlungsfähigkeit wird Baron Cohen mit dem Komiker Peter Sellers verglichen. Cohen selbst hat eingeräumt, dass ihn Sellers neben der Komikergruppe Monty Python schon in seiner Kindheit inspiriert habe.

### Postmoderner Humor
Baron Cohens Humor wird als postmodern beschrieben, da seine Figuren und die dargestellten Situationen häufig mehrdeutig sind. So führte der unklare ethnische Hintergrund der Figur Ali G zu medialen Kontroversen. Die Figur Borat ist einerseits homophob, andererseits neigt sie aber auch zu homoerotischen Handlungen.
Diese Sinnoffenheit wird noch dadurch verstärkt, dass Baron Cohen selten Interviews gibt und seine Figuren kaum kommentiert. Selbst Kontroversen um seine Figuren kommentiert Cohen nur in der Rolle seiner Figuren, so z. B. den Rassismusvorwurf gegen Ali G oder in Bezug auf Borats Antisemitismusvorwurf sowie den Vorwurf, Kasachstan zu verunglimpfen.

“I’d like to state I have no connection with Mr Cohen and fully support my Government’s decision to sue this Jew. Since the 2003 reforms, Kazakhstan is as civilised as any other country in the world. Women can now travel on inside of bus, homosexuals no longer have to wear blue hats, and age of consent has been raised to eight years old.”

„Ich möchte festhalten, dass zwischen mir und Mister Cohen keinerlei Verbindung existiert, und ich unterstütze die Entscheidung meiner Regierung vollends, diesen Juden zu verklagen. Seit den Reformen von 2003 ist Kasachstan so zivilisiert wie jedes andere Land der Welt. Frauen dürfen nun im Inneren von Bussen reisen, Homosexuelle müssen nicht länger blaue Hüte tragen und das Schutzalter wurde auf acht Jahre angehoben.“

In der Zeitschrift Rolling Stone äußerte sich Baron Cohen, wohl auch wegen der teilweise massiven Kritik an dem Film Borat, zu den Kontroversen um ihn. Dabei wurde deutlich, dass er den gesellschaftskritischen und entlarvenden Aspekt seiner Komik bewusst einsetzt. Auch ist die klischeebelastete Darstellung Kasachstans durch die Figur Borat nach Baron Cohen nicht gegen Kasachstan gerichtet, sondern gegen diejenigen, die sich Kasachstan oder andere ehemalige Sowjetrepubliken als solche Stereotype vorstellen.

“The joke is not on Kazakhstan. I think the joke is on people who can believe that the Kazakhstan that I describe can exist.”

„Nicht Kasachstan wird der Lächerlichkeit preisgegeben, sondern die Leute, die glauben, dass das Kasachstan, das ich beschreibe, wirklich existieren könnte.“

### Sprache
Eine weitere Eigenschaft von Baron Cohens Humor bezieht sich auf die Sprache. Die von ihm entwickelten Figuren sprechen alle mit einem spezifischen Akzent (Brüno spricht mit österreichischem Akzent, Borat mit osteuropäischem, und Ali G mit kreolischem Dialekt). Dabei entwickelte er insbesondere für die Figur Borat eigene Redewendungen („Hand Party“ als Begriff für Masturbation, „Sexy Time“ für Geschlechtsverkehr) oder aus diversen Sprachen entlehnte Wörter, wie „Punani“ (aus der Jamaikanisch-Kreolischen Sprache) für die Vagina und „Chram“ für die männlichen Genitalien, angelehnt an das russische Slangwort „хрен“ („chrjen“). Durch ihre häufige Verwendung bekommen die Redewendungen den Charakter eines Running Gags. Er begrüßt seine Zuseher mit „Jak się masz“ und „Dziękuję“, was aus dem Polnischen übersetzt „Wie geht’s“ bzw. „Danke“ bedeutet.
Für die Figur Ali G verwendet er einen eigenen Dialekt, der sich an kreolische Dialekte, die im englischen Südosten verbreitet sind, anlehnt und insbesondere durch jamaikanische Immigranten geprägt wurde. Dieser Stil ist durch viele Einflüsse geprägt und lässt sich deshalb auch nicht einfach einordnen. Dem Linguisten Mark Sebba zufolge handelt es sich um einen eigenständigen Sprachstil, der sich aus einer Mischung von Working-Class-Englisch mit dem kreolischen Englisch der zweiten Generation karibischer Einwanderer ergibt, aber nicht an eine ethnische Gruppe gebunden, sondern eher als Jugendsprache zu verstehen ist. Dieser Dialekt wurde durch die Figur Ali G weiter popularisiert und in jüngerer Zeit auch als Jafaican bezeichnet.

## Figuren

### Ali G
Alistair Leslie Graham ist eine der bekanntesten Figuren, die Sacha Baron Cohen verkörpert. Die Figur kommt aus Staines, wobei Baron Cohen den spießigen, kleinbürgerlichen Ruf der Stadt nutzt, um den inneren Widerspruch seines Protagonisten zu verdeutlichen, der sich selbst für einen gefährlichen „Gangsta“ aus dem Ghetto hält. Baron Cohen porträtiert in parodistischer Weise die britische Kultur pakistanischer und karibischer Immigranten, deren Imitation durch britische Jugendliche und vor allem die Hip-Hop- und Gangsta-Rap-Szene. Ali G ist mit Absicht als ethnisch ambivalente Figur angelegt, was ihn weniger angreifbar machen soll und ihm eine zusätzliche Komik verleiht. Die ethnische Herkunft der Figur führte zu drei „Theorien“:
1. Es handelt sich bei Ali G um einen Schwarzen, über den sich ein weißer Komiker lustig macht.
2. Es handelt sich um einen Südasiaten, der versucht, einen Schwarzen zu imitieren, über den sich ein Weißer lustig macht.
3. Es handelt sich um einen Weißen, der versucht, einen Schwarzen zu imitieren, über den sich ein Weißer lustig macht.

Die Entwicklung der Darstellung von Ali G kann in drei Phasen eingeteilt werden.
1. Als Ali G noch weitgehend unbekannt war, tritt die Figur als Hoax-Interviewer für britisches Jugendfernsehen auf. Der Humor ergibt sich aus dem Aufeinanderprallen eines „Straßen-Habitus“ mit dem Establishment.
2. Ab der zweiten Serie Ali G ist die Figur zu bekannt, so dass die Interviewpartner wissen, dass er fiktiv ist. Die Komik ergibt sich dennoch aus den Fragen von Ali G, wie beispielsweise im Interview mit David und Victoria Beckham.
3. Schließlich ist Ali G in dem Film Ali G in da House eine fiktive Figur in einer fiktiven Umgebung. In dem Film gelangt Ali G in die britische Politik. Er wird von einem intriganten Finanzminister als Kandidat aufgestellt, um der eigenen Partei zu schaden. Überraschenderweise wird der Politiker Ali G sehr beliebt.

Mit Ali G in da USA versuchte Baron Cohen wieder die Möglichkeit des Hoax zu verwenden, da er in den USA weitgehend unbekannt war.

### Borat

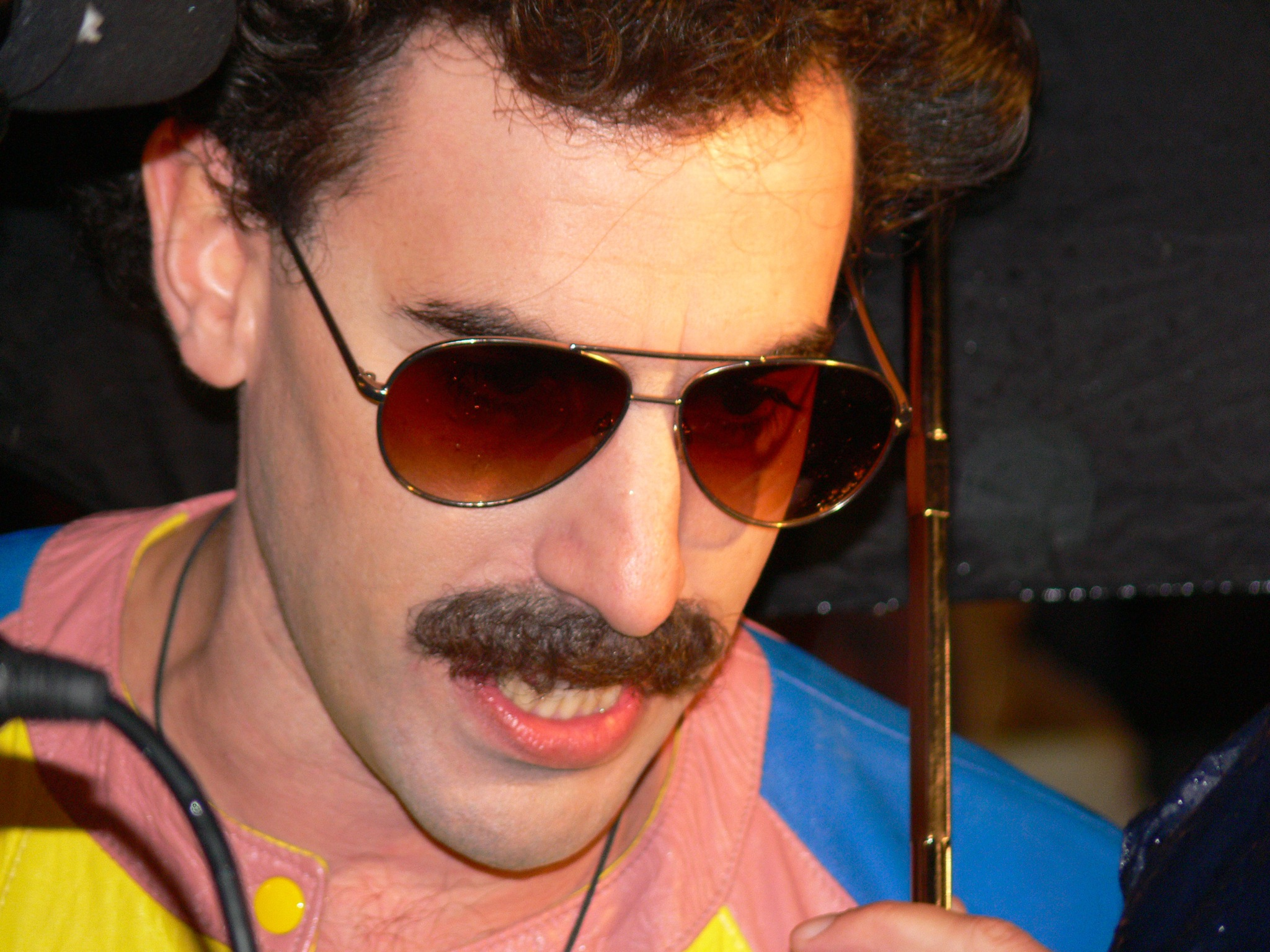
Baron Cohen als Borat

Die Figur Borat Sagdiyev (Борат Сагдиев, dt. Transkription Borat Sagdijew) entwickelte sich aus „Kristo“, einer Figur, die aus Albanien stammt. Dabei handelte es sich ebenfalls um einen fiktiven Fernsehreporter. Borat Sagdiyev ist in dem Film Borat ein kasachischer Journalist mit offensichtlich antisemitischem und chauvinistischem Gedankengut, der nach seinen Reportagen über Großbritannien in die Vereinigten Staaten geschickt wurde, um sämtliche Facetten des „American Way of Life“ zu dokumentieren. Borat verliebt sich dort in die Schauspielerin Pamela Anderson, die er im Fernsehen sieht. Der Film ist eine sogenannte Mockumentary und mischt fiktive, inszenierte Szenen mit realen Szenen. Die Szenen des Films, in denen man Borats Heimatdorf sieht, wurden in der rumänischen Ortschaft Glod gedreht. 2020 erschien der Borat Anschluss Moviefilm, in dem Borat nach 14 Jahren in einem Gulag von Nursultan Nazarbayev begnadigt und mit einer Mission betraut wird. Er soll Einfluss auf die internationalen Beziehungen nehmen.

### Brüno

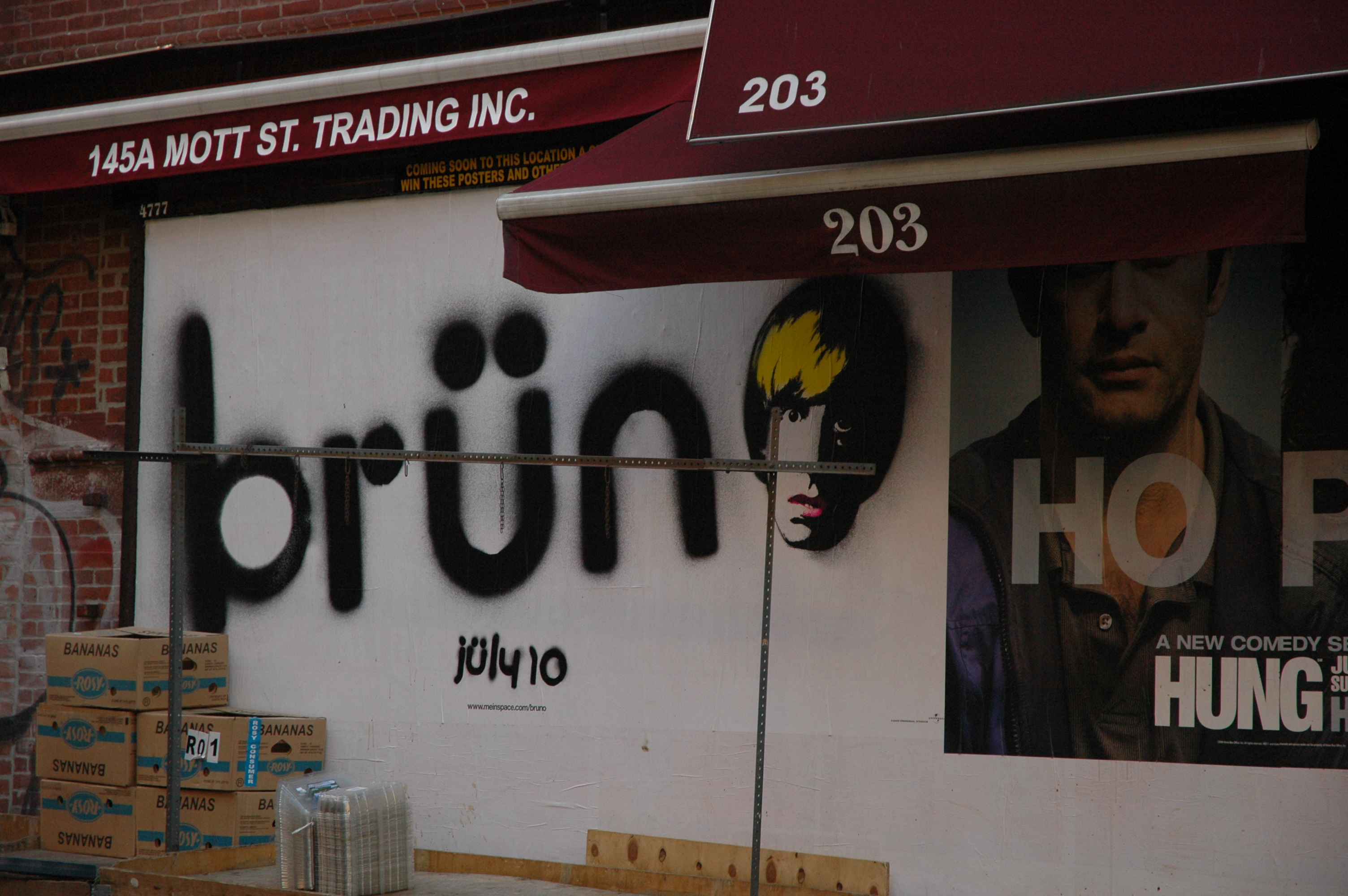
Werbung im Streetart-Stil in SoHo (Manhattan)

Brüno ist ein homosexueller österreichischer Journalist und Reporter für den fiktiven Fernsehsender OJRF (Österreichischer Jungen-Rundfunk), der in deutschsprachigen Pressemeldungen teilweise als Österreichischer Jugend-Rundfunk missdeutet wurde. Der Sender ist eine Namensparodie auf den ORF. Im englischen Original heißt der Sender „Austrian Gay-TV“ („österreichisches Schwulenfernsehen“).
Brüno provoziert in seinen Interviews durch Suggestivfragen peinliche Antworten. Thematisch drehen sich seine Interviews um Mode, Unterhaltung, Prominente und Homosexualität, wobei die Interviews in ihrem Verlauf gezielt auf das Thema der Homosexualität geleitet werden. Er trägt sein Haar als eine Art Irokesenschnitt oder gescheitelt und vollblondiert. Auch seine Kleidung ist extravagant und grell. Oft trägt er zu ärmellosen Schnürhemden weitere Accessoires wie Gürtel und Armbänder. Brüno spricht Englisch mit einem gespielten deutschen Akzent, benutzt erfundene deutsche Wörter, lässt aber auch echtes Deutsch einfließen. In den Interviews zeigt er stets eine positive Einstellung, so dass er Aussagen seiner Interview-Partner oft mit Kommentaren wie „that’s great“ („das ist großartig“) unterstützt und sie zum Fortsetzen der Interviews animiert.
Brüno war das erste von Baron Cohens Alter Egos, wobei eigene Erfahrungen als Model ihn zu dieser Figur inspirierten. Brünos Beiträge der Ali G Show laufen unter dem Titel „Funkyzeit mit Brüno“. Der Film Brüno lief am 9. Juli 2009 in den deutschsprachigen Kinos an. Hierfür konnte sich Universal Pictures die weltweiten Verwertungsrechte zum Preis von rund 42,5 Millionen US-Dollar sichern und stach dabei DreamWorks SKG, Sony Pictures Entertainment, Warner Bros. sowie 20th Century Fox aus.

### Aladeen
Admiral General Hafez Aladeen ist ein Diktator und der „oberste Führer“ der fiktiven nordostafrikanischen Republik Wadiya. Er ist die titelgebende Figur im Film Der Diktator. Er strebt eine atomare Bewaffnung seines Landes an, weswegen er von den Vereinten Nationen verurteilt wird. Darüber hinaus vertritt er judenfeindliche und antidemokratische Positionen.

## Kontroversen um die Figuren

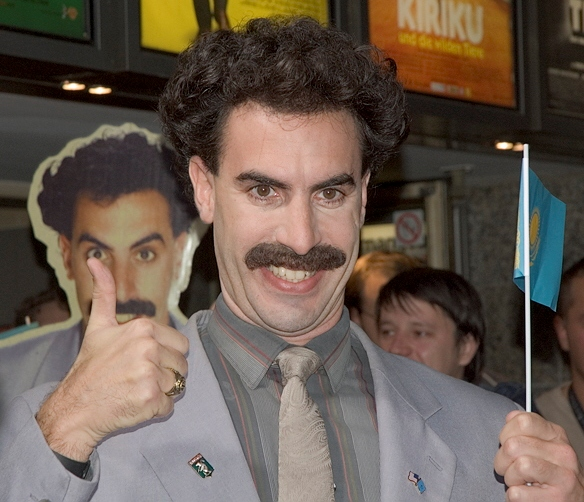
Sacha Baron Cohen als Borat bei der Deutschland-Premiere des gleichnamigen Films in Köln

Die Reaktionen auf die Figuren Ali G, Borat und Brüno waren immer schon kontrovers. Simon Weaver teilte, auf Basis eines Konzepts von Zygmunt Bauman, die Reaktionen auf Ali G in zwei Gruppen: ‚proteophile‘, also das Fremde und Unbekannte einschließende und aufnehmende, und ‚proteophobe‘, also das Unbekannte ablehnende und ausschließende Reaktionen. Positiv wurde Ali G so gedeutet, dass die Figur durch seine satirische Darstellung die Absurdität des Imports der amerikanischen Ghettokultur in die britischen Vorstädte hinterfragt:

“Likeable Ali shows that the globalised American thug life is ridiculously inappropriate to the life of marginal young Brits.”

„Der liebenswerte Ali zeigt, dass das globalisierte amerikanische Gangsterleben in lächerlicher Weise inkompatibel zum Leben junger Briten aus den Unterschichten ist.“

Es wird auch anerkannt, dass die Figur Ali G durchaus liebenswerte Seiten hat:

“Ali is not homophobic, macho, aggressive or anti-social. He obeys the speed limit, believes in the healing power of god’s green herb and has identified the terminal duplicity of all forms of politricks.”

„Ali ist nicht homophob, machistisch, aggressiv oder anti-sozial. Er hält sich an das Tempolimit, glaubt an die Heilkraft von Gottes grünem Kraut und hat die tödliche Doppelzüngigkeit aller Arten politischer Spielchen erkannt.“

Einige Interviewpartner reagieren ähnlich positiv auf Ali G und wollen sogar seine Anerkennung gewinnen:

“Sometimes they totally forget who they are. And they come out with a totally different side of themselves. Some try to appear cool with Ali G and down with the kids… Boutros Boutros-Ghali kept on telling me he used to be a bit of a bully in school, and used to muck around. They want Ali G's approval. They’re in the room with a total idiot, and yet they’re seeking his approval. As if it somehow makes them cooler.”

„Manchmal vergessen sie ganz, wer sie sind, und es kommt eine ganz andere Seite von ihnen zum Vorschein. Manche versuchen so zu erscheinen, als seien sie cool mit Ali und als ob sie wüssten, was bei den Kids abgeht… Boutros Boutros-Ghali hat mir die ganze Zeit erzählt, dass er in der Schule ein kleiner Schläger war und herumgegammelt hat. Sie wollen Anerkennung von Ali G. Sie sitzen da mit einem totalen Idioten und wollen doch seine Anerkennung. Als ob sie das irgendwie cooler macht.“

Auch auf die Figur Borat gibt es von Interviewpartnern „positive“ Reaktionen, beispielsweise, wenn er auf einer Ranch in Texas auf die Jagd geht und mit dem Interviewpartner rassistische und antisemitische Vorurteile austauscht.
In Großbritannien gab es gegen Baron Cohen als Ali G bzw. gegen seine Zuschauer den Vorwurf des Rassismus. Relativ zurückhaltend blieb der Vorwurf wohl auch, weil Baron Cohen für viele nicht die Kultur der Schwarzen, sondern deren Nachahmung durch entsprechende Subkulturen satirisch darstellt. Besonders populär ist in diesem Zusammenhang Ali Gs Frage: „Is it ’cause I is black?“ („Liegt es daran, dass ich schwarz bin?“, wörtlich „Ist es, weil ich schwarz ist?“, wobei die Grammatik afroamerikanisches Englisch oder „Jafaican“, s. o., imitiert), obwohl Baron Cohen ganz offensichtlich nicht schwarz ist. Zu starken Kontroversen führte der Auftritt von Ali G auf BBC Radio 1. Sein Charakter wurde als obszön und verkommen kritisiert wie auch sein schlechter Einfluss auf Jugendliche beklagt. Kontrovers wurde in den britischen Medien auch ein Interview von Ali G mit dem Politiker Neil Hamilton im Jahr 2000 diskutiert, in dem Hamilton einen von Ali G offerierten angeblichen Joint angenommen und geraucht hat.
Heftige Kritik löste auch die Figur Borat aus. Insbesondere die kasachische Führung kritisierte schon bei Borats Auftritt als Präsentator der MTV Music Awards die Figur: Er sei „ein Schwein von einem Mann: dumm, streitsüchtig, ohne jeden Charme“, kritisierte Erlan Idrissow, der kasachische Botschafter in Großbritannien. Mitunter wurde auch unterstellt, Baron Cohen arbeite im Auftrag fremder Regierungen, um das Land zu destabilisieren. Das Europäische Zentrum für Antiziganismusforschung hat gegen Baron Cohen wegen der Darstellung des Borat Strafanzeige erstattet. Besonders kritisiert wurde eine Szene, in der Borat einen Autoverkäufer fragt, ob ein Hummer-Geländewagen es unbeschadet überstehen werde, wenn er in eine Gruppe „Zigeuner“ fahre. In Russland bekam der Film keine Vorführgenehmigung. Mehrere Darsteller des Films haben sich beschwert, unter falschen Vorgaben zur Mitwirkung überredet worden zu sein. Zwei Studenten, die in dem Film gemeinsam mit Borat ein Sexvideo mit Pamela Anderson anschauen, haben gegen die DVD-Veröffentlichung des Films geklagt, die Klage wurde jedoch abgewiesen.
Harsche Kritik ist insbesondere aus Glod zu vernehmen, einer rumänischen Ortschaft, die als Kulisse für Borats fiktive kasachische Heimatstadt „Kuzcek“ diente, die nach Angaben von Baron Cohen in der Nähe von Almaty liege. Wenig erfreut über diese Parodie war darüber hinaus die kasachische Regierung. Sie protestierte und sperrte zunächst den Internetauftritt von Borat, der über die kasachische Domain „borat.kz“ lief. Im September 2006 beschäftigte sich US-Präsident George W. Bush mit provokativen Äußerungen von Borat. Hintergrund war ein Treffen mit dem kasachischen Präsidenten Nursultan Nasarbajew, bei dem sich dieser über Baron Cohens rassistische Äußerungen beschwerte. US-Präsident George W. Bush versprach daraufhin, weitere diplomatische Zwischenfälle zu vermeiden.
Dariga Nasarbajewa, eine Tochter des kasachischen Präsidenten, verteidigte als eine der ersten in Kasachstan öffentlich die Figur Borat. Nachdem der Kinofilm weltweit angelaufen war, wurde der kasachischen Führung die große Werbewirksamkeit der Figur bewusst und Baron Cohen offiziell nach Kasachstan eingeladen. Auch das Internetangebot soll wieder frei zugänglich werden. Nach der Veröffentlichung des Kinofilms verzehnfachte sich die Anzahl ausgestellter Touristen-Visa nach Aussage des kasachischen Außenministers, der sich offiziell bei Baron Cohen bedankt hat. Dem Historiker Robert Saunders zufolge sei die Reaktion Kasachstans auf die Figur so harsch ausgefallen, weil sich die Regierung einerseits bis dahin große Mühe gegeben habe, Kasachstan als „globale Marke“ mit einem positiven Image zu etablieren und andererseits die nationale Identität in der jungen Republik noch sehr fragil sei.

## Filmografie
- 1995: Jack and Jeremy’s Police 4 (Kurzfilm)
- 1996: Punch (Kurzfilm)
- 1998: Comedy Nation (Fernsehserie, 9 Folgen)
- 1998: Live from the Lighthouse (Fernsehfilm)
- 1998–1999: The 11 O’Clock Show (Fernsehserie)
- 1999: Ali G’s Alternative Christmas Message (Kurzfilm)
- 2000: Da Ali G Show (Fernsehserie)
- 2000: The Jolly Boys’ Last Stand
- 2002: Ali G in da House (Ali G Indahouse)
- 2003: Spyz (Kurzfilm)
- 2003–2004: Da Ali G Show (Fernsehserie)
- 2005: Madagascar (Stimme für Julien)
- 2005: Lass es, Larry! (Curb Your Enthusiasm, Fernsehserie, Folge 5x10 The End)
- 2006: Ricky Bobby – König der Rennfahrer (Talladega Nights: The Ballad of Ricky Bobby)
- 2006: Borat – Kulturelle Lernung von Amerika, um Benefiz für glorreiche Nation von Kasachstan zu machen (Borat: Cultural Learnings of America for Make Benefit Glorious Nation of Kazakhstan)
- 2006: Night of Too Many Stars: An Overbooked Event for Autism Education (Fernsehfilm)
- 2007: Sweeney Todd – Der teuflische Barbier aus der Fleet Street (Sweeney Todd: The Demon Barber of Fleet Street)
- 2008: Madagascar 2 (Madagascar: Escape 2 Afrika, Stimme für Julien)
- 2009: El hormiguero (Fernsehserie, 1 Folge)
- 2009: Brüno
- 2010: Die Simpsons (The Simpsons, Fernsehserie, Folge 21x16 The Greatest Story Ever D’ohed)
- 2011: Hugo Cabret (Hugo)
- 2012: Der Diktator (The Dictator)
- 2012: Madagascar 3: Flucht durch Europa (Madagascar 3: Europe’s Most Wanted, Stimme für Julien)
- 2012: Les Misérables
- 2013: Anchorman – Die Legende kehrt zurück (Anchorman 2: The Legend Continues)
- 2013: Eastbound & Down (Fernsehserie, Folge 4x08)
- 2016: Der Spion und sein Bruder (Grimsby)
- 2016: Trouble Agent (Kurzfilm)
- 2016: Alice im Wunderland: Hinter den Spiegeln (Alice Through the Looking Glass)
- seit 2018: Who Is America? (Fernsehserie)
- 2019: The Spy (Miniserie)
- 2020: The Trial of the Chicago 7
- 2020: Borat Anschluss Moviefilm (Borat Subsequent Moviefilm)
- 2021: Luca (Stimme)
- 2024: Disclaimer (Miniserie)
- 2025: Ironheart (Fernsehserie, Folge 1x06)

## Auszeichnungen
- 1999: British Comedy Award für The 11 O’Clock Show (Kategorie: Bester Newcomer)
- 2000: Ethnic Multicultural Awards (Beste Unterhaltungssendung)
- 2000: TV Quick Award für Da Ali G Show (Personality of the Year)
- 2001: British Academy Television Award für Da Ali G Show (Beste Comedy-Serie, Beste Comedy-Darstellung)
- 2006: Deutscher Comedypreis für die Entwicklung der Figur Borat (Bester internationaler Comedian)
- 2006: Chicago Film Critics Association Award für den Spielfilm Borat (Bester Nachwuchsdarsteller)
- 2006: Los Angeles Film Critics Association Award für den Spielfilm Borat (Bester Hauptdarsteller)
- 2006: San Francisco Film Critics Circle Award für den Spielfilm Borat (Bester Hauptdarsteller)
- 2006: Ronnie Barker Award für den Spielfilm Borat
- 2006: Toronto Film Critics Association Award für den Spielfilm Borat (Bester Hauptdarsteller)
- 2007: Online Film Critics Society Award für den Spielfilm Borat (Bester Nachwuchsdarsteller)
- 2007: Golden Globe Award für den Spielfilm Borat (Bester Hauptdarsteller – Komödie/Musical)
- 2007: Oscar-Nominierung für den Spielfilm Borat (Bestes adaptiertes Drehbuch, gemeinsam mit Anthony Hines, Peter Baynham, Dan Mazer und Todd Phillips)
- 2007: Peter Sellers Award for Comedy für den Spielfilm Borat
- 2007: MTV Movie Awards: Beste Comedy-Darstellung für den Spielfilm Borat und bester Filmkuss für Ricky Bobby – König der Rennfahrer (mit Will Ferrell)
- 2010: Peter Sellers Award for Comedy für den Spielfilm Brüno
- 2021: Golden Globe Award für den Spielfilm Borat Anschluss Moviefilm (Bester Hauptdarsteller – Komödie/Musical)
- 2021: Oscar-Nominierung für den Spielfilm Borat Anschluss Moviefilm (Bestes adaptiertes Drehbuch, gemeinsam mit Anthony Hines, Dan Swimer, Peter Baynham, Erica Rivinoja, Dan Mazer, Jena Friedman, Lee Kern und Nina Pedrad)
- 2021: Oscar-Nominierung für den Spielfilm The Trial of the Chicago 7 (Bester Nebendarsteller)

### Primärliteratur
- Sacha Cohen, The Gospel According to Ali G, Pocket Books (7. Januar 2003), ISBN 0-7434-6444-3.

### Sekundärliteratur
- Howells, Richard (2006): „Is it Because I is Black?“ Race, humour and the polyemiology of Ali G. Historical Journal of Film, Radio and Television Vol. 26, S. 155–177.
- Sebba, Mark (2003): Will the real impersonator please stand up? Language and identity in the Ali G websites. AAA. Arbeiten aus Anglistik und Amerikanistik 28, Nr. 2, S. 279–304.
- Saunders, Robert A. (2007): In Defence of Kazakshilik: Kazakhstan's War on Sacha Baron Cohen. Identities: Global studies in culture and power 14, S. 225–255.
- Ulrich Schmid (2007): Interkulturelle Inkompetenz - Borat parodiert westliche Osteuropaklischees. In: Osteuropa. Mai 2007, S. 95–108.